# 熊本県立八代清流高等学校
熊本県立八代清流高等学校（くまもとけんりつ やつしろせいりゅうこうとうがっこう）は、熊本県八代市渡町松上にある公立高等学校。熊本県立八代南高等学校と熊本県立氷川高等学校が統合して2012年4月に開校した。県内初の進学重視型単位制普通科の高校である。

## 沿革
- 2011年8月 - 設置
- 2012年4月 - 開校（1学年5クラス）

## 校歌
- 『八代清流高校校歌』

作詞・作曲：八代亜紀

## 交通アクセス
- 鉄道
  - 鹿児島本線・肥薩線・肥薩おれんじ鉄道 八代駅下車
- 八代市乗合タクシー坂本線
  - 「八代清流高校前」停留所下車すぐ